# 井口奈己
井口 奈己（いぐち なみ、1967年12月4日 - ）は、日本の映画監督、脚本家、編集技師。

## 経歴
東京は秋葉原・上野・御徒町のトライアングルで育つ。幼少時より映画は「かわいい女の子が出ている」という基準でしか観ず、映画よりもプロレスや音楽に詳しいほどだったが、かわなかのぶひろの「個人の好みで映画を作ってもいい」という発言をきっかけに、20歳のとき、イメージフォーラム映像研究所に入学。
2001年、監督作品『犬猫』がぴあフィルムフェスティバル企画賞（TBS賞）を受賞する。2003年、日本映画プロフェッショナル大賞新人監督賞を受賞。2004年、榎本加奈子と藤田陽子を主演に迎えて自らリメイクした『犬猫』は、トリノ国際映画祭で審査員特別賞と国際批評家連盟賞と最優秀脚本賞を受賞したほか、釜山国際映画祭で上映された。2004年度日本映画監督協会新人賞を受賞する。
井口自身が「あれよあれよという間に勝手に道が開けた」と語っているように、早いうちからチャンスに恵まれ、評価されていたことで、仲間内から「映画界のわらしべ長者」と言われたという。
2008年、松山ケンイチ主演の『人のセックスを笑うな』が公開される。2014年、竹野内豊主演の『ニシノユキヒコの恋と冒険』が公開される。

## スタイルと影響
『人のセックスを笑うな』で主演を務めた永作博美の「監督がカットを告げてくれないので、その後のアドリブが大変」という言葉にあるように、井口はカットをぎりぎりまでかけないという。これについては「撮影していると役者のテンションが上下するのが分かるんです。一旦下がっても、また大きく上昇するのでカットがかけにくい（いいシーンをひろってあげたい）。カットをかけようと迷うときも、面白ければ行ってみよう、です。」と語っている。このため、彼女の作品は長回しによって生まれる「だらだら感」が特徴になっている。宇田川幸洋は、井口の演出の特徴として「長まわしで見つめられる、少人数（二人であることが多い）の人間がかたちづくる親密な時間と空間の、あたたかい持続」を指摘している。2024年のインタビューでは、役者が考えすぎてリアルさが失われないように、直接演技の指示をすることは少なく、話し合いもしないと話している。

## フィルモグラフィー

### 映画
- 犬猫（2001年）- 監督・脚本・編集
- 犬猫（2004年）- 監督・脚本・編集
- 人のセックスを笑うな（2008年） - 監督・共同脚本
- ニシノユキヒコの恋と冒険（2014年） - 監督・脚本・編集　※第88回キネマ旬報ベスト・テン 10位
- こどもが映画をつくるとき（2021年） - 監督・撮影・編集　※ドキュメンタリー
- 左手に気をつけろ（2023年） - 監督・脚本・編集

### 短編映画
- だれかが歌ってる（2019年） - 監督・脚本・編集

### ミュージック・ビデオ
- 湯川潮音「シルエット」（2004年）
- group_inou「BLUE」(2015年)

## 著書
- 犬猫─36歳・女性・映画監督が出来るまで（2004年、フリースタイル）